# Cryptospiza jacksoni
Cryptospiza jacksoni là một loài chim trong họ Estrildidae.